# William Connor (ginnasta)
William James Connor (Bethnal Green, 7 maggio 1869 – Purley, 13 marzo 1964) è stato un ginnasta inglese.
Partecipò ai Giochi della II Olimpiade che si svolsero a Parigi nel 1900, prendendo parte all'unica gara di ginnastica in programma, in cui giunse trentunesimo.